# Trieces aquilus
Trieces aquilus là một loài tò vò trong họ Ichneumonidae.